# Yunyang (köping i Chongqing)
Yunyang (kinesiska: 云阳) är en köping i sydvästra Kina. Den ligger i Yunyang härad i storstadsområdet Chongqing, omkring 270 kilometer nordost om det centrala stadsdistriktet Yuzhong. Antalet invånare är 17 017. Befolkningen består av 8 407 kvinnor och 8 610 män. Barn under 15 år utgör 21,0 %, vuxna 15-64 år 63 %, och äldre över 65 år 15,0 %.